# Třída Clemson
Třídu Clemson tvořilo celkem 156 torpédoborců, které sloužily v US Navy od konce první světové války až do druhé světové války. Část z nich během druhé světové války sloužila i v Royal Navy.
Námořnictvo Spojených států přebíralo jednotlivé torpédoborce do služby v letech 1919 až 1922. Lodě byly stavěny v loděnicích New York Shipbuilding a Bethlehem Steel. Šlo o modifikaci předchozí třídy Wickes a jednotky obou tříd byly souhrnně označovány jako „liberty“ destroyers (torpédoborce „svobody“). Byly to poslední torpédoborce s průběžnou palubou (flush deck) zařazené do služby u US Navy před druhou světovou válkou. Stejně jako všechny předchozí třídy amerických torpédoborců se i třída Clemson vyznačovala čtyřkomínovou konfigurací. Žádné další americké torpédoborce již tuto siluetu neměly.

## Konstrukce

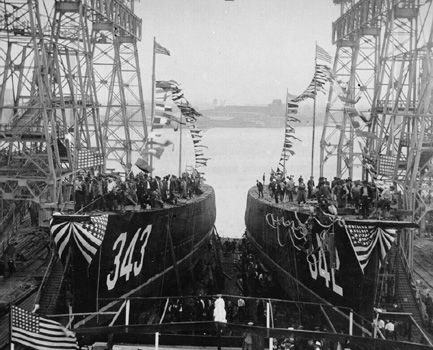
Rozestavěné torpédoborce USS Noa (DD-343) a USS Hulbert (DD-342) před spuštěním na vodu

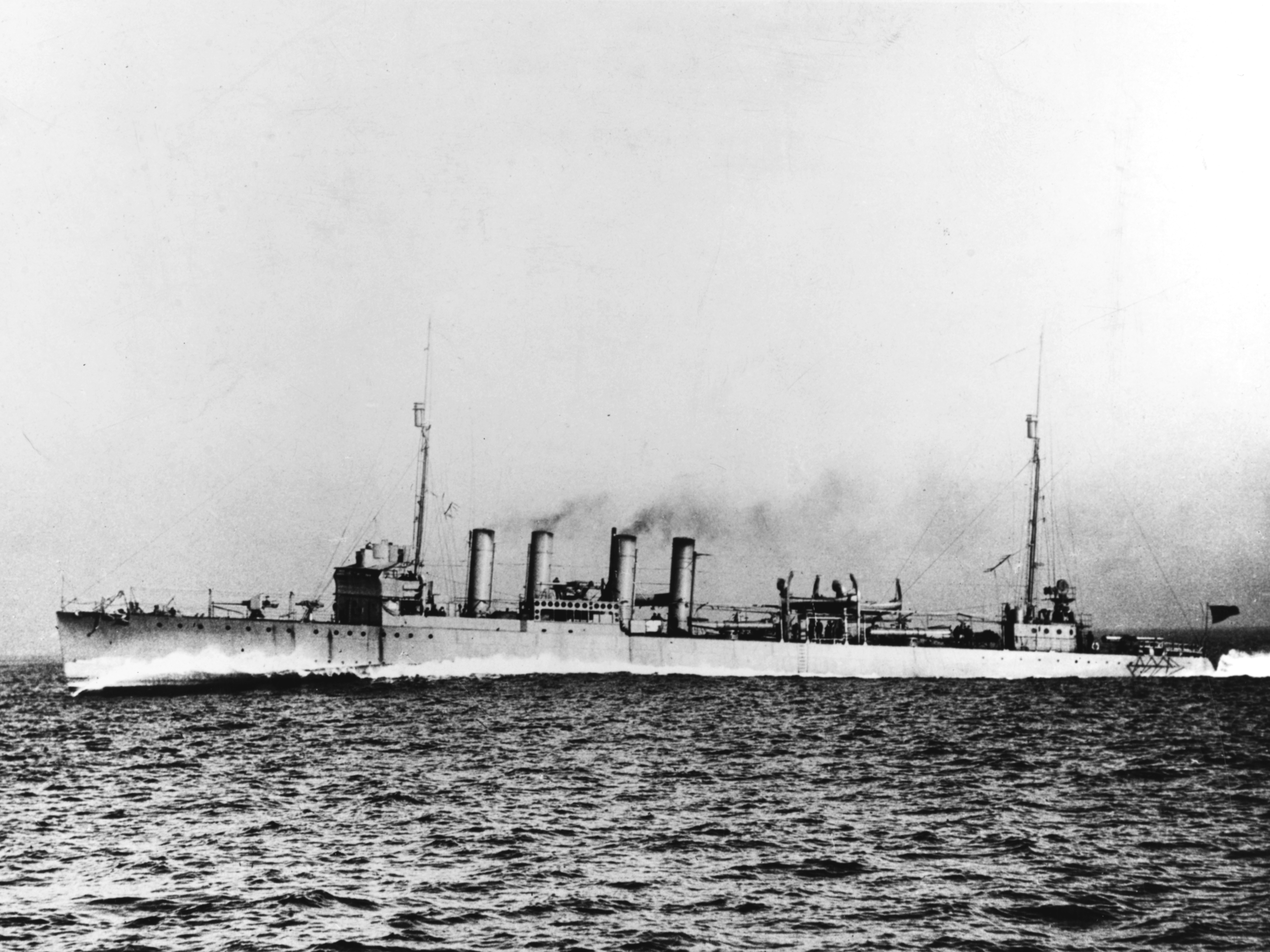
USS Clemson (DD-186) během zkoušek

Třída Clemson navázala na předchozí třídu Wickers. Stejně jako ona byla i třída Clemson určena primárně k oceánské službě a k doprovodu nejrychlejších bitevních křižníků, které byly v té době navrhovány. Paradoxně žádný z nich nebyl realizován.
Od předchozí třídy se jednotky této třídy lišily zejména větší zásobou paliva (400 t oproti 300 t) a o 200 námořních mil (370 km) větším dosahem. To ale vedlo ke zvýšení plného výtlaku na 1310 t. Při zachování rozměrů si tato úprava vyžádala zvětšení ponoru o 0,1 m na 3 m. Zvýšení výtlaku při zachování rozměrů a tvaru trupu si vynutilo instalaci výkonnějších strojů pro udržení stejné rychlosti.
Výzbroj zůstala zachována jako u předchozí třídy. Čtyři 102mm kanóny 4"/50 Mark 9 byly umístěny po jednom na přídi a zádi a dva byly umístěny na nástavbě uprostřed lodi po stranách komínů. Zadní 102mm kanón byl později přesunut více k přídi na zadní nástavbu, aby uvolnil místo dvěma skluzavkám hlubinných náloží. Dělo na přídi bylo často vybaveno ochranným štítem. Tím bylo výjimečně vybaveno i dělo na zádi. Protiletadlová výzbroj nejprve sestávala ze dvou 76,2mm kanonů (3"/23) a páru 12,7mm kulometů. Po vstupu USA do války byla protiletadlová výzbroj na stále sloužících jednotkách posílena o 40mm Boforsy a 20mm Oerlikony.
Některé jednotky třídy Clemson se ale odlišovaly výzbrojí od tohoto standardu. Hovey a Long (DD-208 a 209) měly na přídi a zádi místo jednohlavňových 4"/50 Mark 9 umístěnu dvouhlavňovou lafetaci. Hatfield, Brooks, Gilmer, Fox a Kane (DD-231 až 235) měly místo 4"/50 Mark 9 nainstalovány děla 127mm/51.
Hlavní výzbroj tvořily čtyři trojhlavňové torpédomety ráže 533 mm umístěné asymetricky na levo- a pravoboku mezi hlavní a zadní nástavbou. K dispozici byla pouze torpéda nabitá v torpédometech, tedy celkem 12 kusů. Po jejich vystřelení je bylo třeba doplnit ze zásobovací lodě torpédoborců (AD).

## Historie

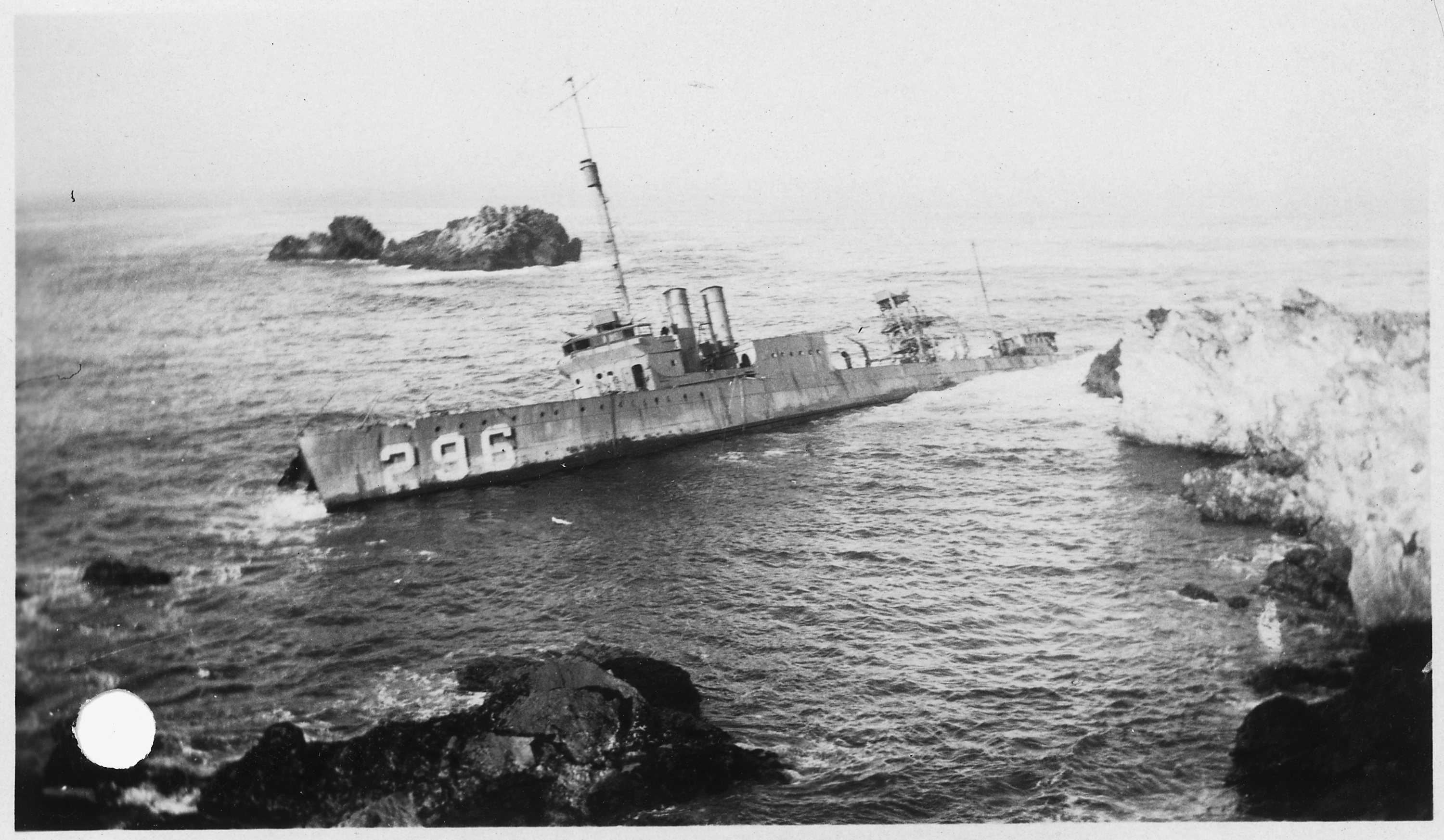
Vrak u Honda Point ztroskotaného torpédoborce USS Chauncey (DD-296)

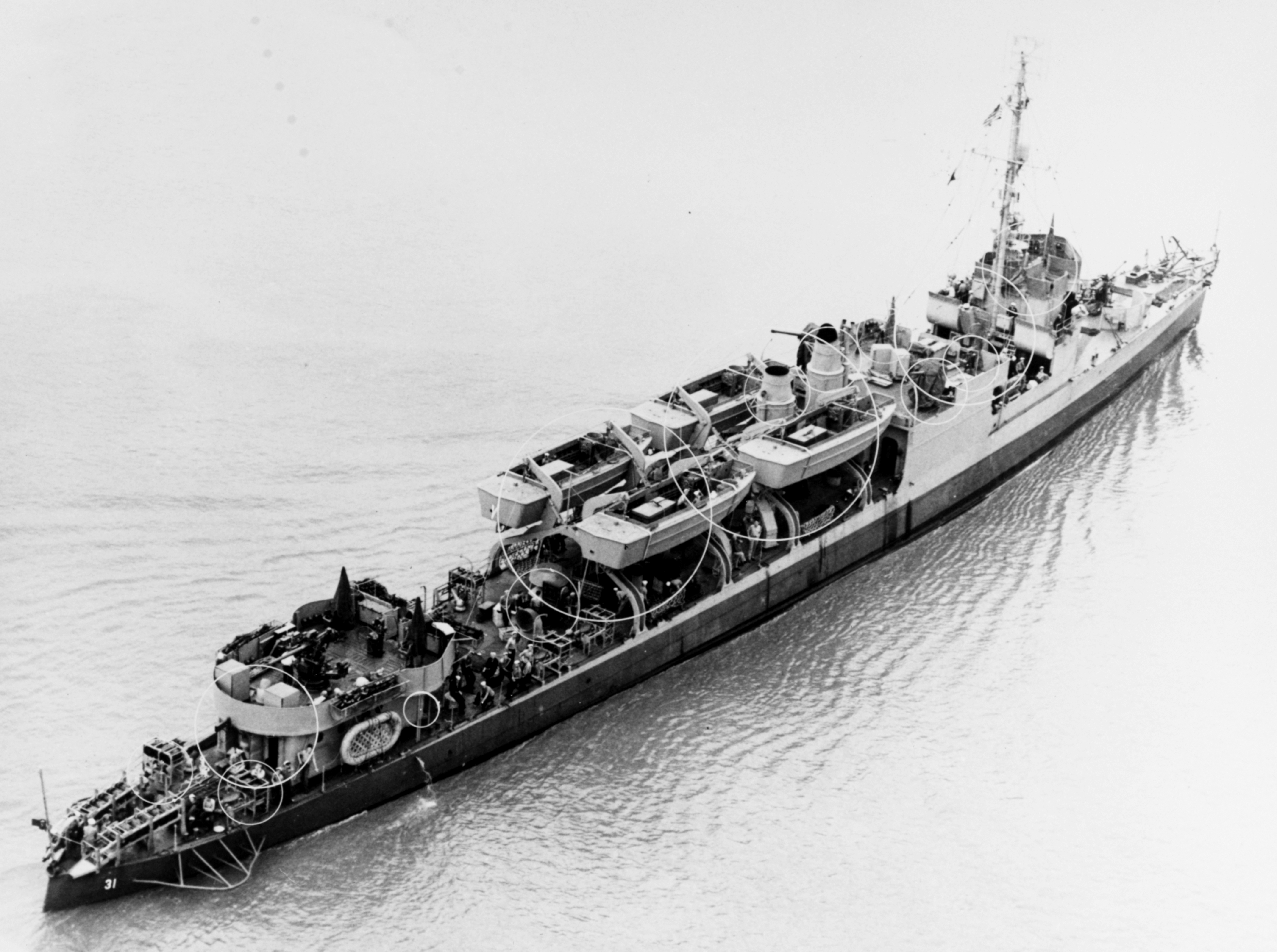
USS Clemson po přestavbě na rychlou transportní loď (APD)

Čtrnáct torpédoborců třídy Clemson se stalo účastníky tragédie u Honda Point 8. září 1923, při které bylo ztraceno sedm jednotek a dvě další poškozeny.
Několik jich bylo odprodáno nebo sešrotováno při snižování stavů na základě londýnské odzbrojovací konference (1930). Čtyři z nich (Putnam, Worden, Dale a Osborne) koupila Standard Fruit Company, která je nechala přestavět na tzv. „banana boats“ (banánové čluny) – odzbrojené, poháněné vznětovými motory místo turbín a kotlů a obsluhované posádkou devatenácti mužů sloužily tyto relativně rychlé nákladní lodě k dopravě banánů ze Střední Ameriky do Států.
19 jednotek bylo v roce 1940 předáno Royal Navy výměnou za pronájem britských základen v západním Atlantiku. V Royal Navy pak jednotky sloužily jako část třídy Town zejména při doprovodu konvojů. Další torpédoborce byly přestavěny na rychlé transportéry (APD), či zásobovací lodě hydroplánů (AVD) a sloužily během druhé světové války.
Většina lodí, které zůstaly ve službě za druhé světové války byla přezbrojena. Původní 102mm děla (4"/50 Mark 9) byla nahrazena víceúčelovými 76mm kanóny (3"/50 Mark 22). Zásobovací lodě hydroplánů (AVD) obdržely dva 76mm kanóny, rychlé transportéry (APD), minolovky (DMS) a minonosky (DM) měly po třech 76mm dělech a jednotky, které zůstaly v roli torpédoborců (DD) dostaly šest 76mm děl. Demontovaná 102mm děla byla použita v rámci programu DEMS na obchodních lodích jako prostředek protiponorkové ochrany. Další přestavby a rekonfiguraci výzbroje pak prodělaly jednotky předané Royal Navy.
Další více či méně častou modifikací stárnoucích plavidel byla přestavba na pomocné plavidlo (AG), malý tendr pro hydroplány (AVP), či předání pobřežní stráži (CG).

## Seznam torpédoborců třídyClemson
V rámci třídy Clemson byly postaveny následující jednotky:
| Trupové číslo | Jméno               | Přijetí do služby | Vyřazení ze služby | Osud                    | Poznámky |
| ------------- | ------------------- | ----------------- | ------------------ | ----------------------- | --- |
| DD-186        | Clemson             | 19. prosinec 1919 | 12. říjen 1945     | Prodán                  | Překlasifikován na AVP-17, APD-4 a APD-31 |
| DD-187        | Dahlgren            | 6. leden 1920     | 12. prosinec 1945  | Prodán                  | Překlasifikován na AG-91 |
| DD-188        | Goldsborough        | 20. leden 1920    | 11. říjen 1945     | Sešrotován              | Překlasifikován na AVP-18, APD-5, APD-32 |
| DD-189        | Semmes              | 21. únor 1920     | 2. červen 1946     | Sešrotován              | Překlasifikován na AG-24; Dosloužil u USCG jako CG-20 |
| DD-190        | Satterlee           | 23. prosinec 1919 | 8. říjen 1940      | Potopen                 | Předán Royal Navy, kde sloužil jako HMS Belmont. Torpédován a potopen ponorkou U-82 31. ledna 1942 u Newfoundlandu. |
| DD-191        | Mason               | 28. únor 1920     | 31. březen 1922    | Potopen                 | Předán Royal Navy, kde sloužil jako HMS Broadwater. Torpédován a potopen ponorkou U-101 18. října 1941. Lt. John Stanley Parker, RNVR byl prvním Američanem zabitým v akci, když sloužil jako dobrovolník u Royal Navy.                                                                |
| DD-192        | Graham              | 13. březen 1920   | 31. březen 1922    | Sešrotován              | |
| DD-193        | Abel P. Upshur      | 19. červenec 1919 | 23. září 1940      | Sešrotován              | Sloužil u USCG jako CG-15 a Royal Navy jako HMS Clare, sešrotován 1945 |
| DD-194        | Hunt                | 30. září 1920     | 8. říjen 1940      | Sešrotován              | Sloužil u USCG jako CG-18 a Royal Navy jako HMS Broadway, sešrotován 1947 |
| DD-195        | Welborn C. Wood     | 14. leden 1921    | 9. září 1940       | Sešrotován              | Sloužil u USCG jako CG-19 a Royal Navy jako HMS Chesterfield; sešrotován 1947 |
| DD-196        | George E. Badger    | 28. červenec 1920 | 3. říjen 1945      | Sešrotován              | Překlasifikován na AVP-16, AVD-3 a APD-33; Sloužil u USCG |
| DD-197        | Branch              | 26. červenec 1940 | 8. říjen 1940      | Potopen                 | Sloužil u Royal Navy jako HMS Beverley. Torpédován a potopen 11. dubna 1943 ponorkou U-188 |
| DD-198        | Herndon             | 14. září 1920     | 9. září 1940       | Potopen                 | Sloužil u USCG jako CG-17, v Royal Navy jako HMS Churchill, a v SSSR jako Delatelnyi. Potopen 16. ledna 1945 — pravděpodobně ponorkou U-286 |
| DD-199        | Dallas              | 29. říjen 1920    | 28. červenec 1945  | Sešrotován              | Přejmenován na Alexander Dallas v roce 1945 |
| DD-206        | Chandler            | 5. září 1919      | 12. listopad 1945  | Prodán                  | Překlasifikován na DMS-9 |
| DD-207        | Southard            | 24. září 1919     | 5. prosinec 1945   | Sešrotován              | Překlasifikován na DMS-10 |
| DD-208        | Hovey               | 24. září 1919     | 7. leden 1945      | Potopen                 | Překlasifikován na DMS-11 |
| DD-209        | Long                | 20. říjen 1919    | 6. leden 1945      | Potopen                 | Překlasifikován na DMS-12 |
| DD-210        | Broome              | 31. říjen 1919    | 20. květen 1946    | Sešrotován              | Překlasifikován na AG-96 |
| DD-211        | Alden               | 24. listopad 1919 | 15. červenec 1945  | Sešrotován              | |
| DD-212        | Smith Thompson      | 10. prosinec 1919 | 15. květen 1936    | Potopen jako cvičný cíl | Potopen 25. července 1936 |
| DD-213        | Barker              | 27. prosinec 1919 | 18. červenec 1945  | Prodán                  | |
| DD-214        | Tracy               |                   | 19. leden 1946     | Sešrotován              | Překlasifikován na DM-19 |
| DD-215        | Borie               | 24. březen 1920   | 2. listopad 1943   | Potopen                 | Ztracen po najetí na německou ponorku |
| DD-216        | John D. Edwards     | 6. duben 1920     | 28. červenec 1945  | Sešrotován              | |
| DD-217        | Whipple             | 23. duben 1920    | 9. listopad 1945   | Sešrotován              | Překlasifikován na AG-117 |
| DD-218        | Parrott             | 11. květen 1920   | 14. červen 1944    | Sešrotován              | |
| DD-219        | Edsall              | 26. listopad 1920 | 1. březen 1942     | Potopen                 | Potopen letadly z japonských letadlových lodí po střetu s hladinovými jednotkami z jejich doprovodu |
| DD-220        | MacLeish            | 2. srpen 1920     | 8. březen 1946     | Sešrotován              | Překlasifikován na AG-87 |
| DD-221        | Simpson             | 3. listopad 1942  | květen 1946        | Sešrotován              | Překlasifikován na APD-27, AG-97 |
| DD-222        | Bulmer              | 16. srpen 1920    | 16. srpen 1946     | Prodán                  | Překlasifikován na AG-86 |
| DD-223        | McCormick           | 30. srpen 1920    | 4. říjen 1945      | Sešrotován              | Překlasifikován na AG-118 |
| DD-224        | Stewart             | 20. září 1920     | 23. květen 1946    | Potopen jako cvičný cíl | Ukořistěn Japonci během II. světové války, sloužil v japonském císařském námořnictvu jako hlídkový člun č. 102 a koncem války znovuukořistěn Američany. |
| DD-225        | Pope                | 27. říjen 1920    | 1. březen 1942     | Potopen                 | Potopen v bitvě u Baweanu |
| DD-226        | Peary               | 22. říjen 1920    | 19. únor 1942      | Potopen                 | Potopen japonskými letadly |
| DD-227        | Pillsbury           | 15. prosinec 1920 | 2. březen 1942     | Potopen                 | Potopen japonskými křižníky |
| DD-228        | John D. Ford        | 30. prosinec 1920 | 2. prosinec 1945   | Sešrotován              | Překlasifikován na AG-119 |
| DD-229        | Truxtun             | 30. prosinec 1920 | 18. únor 1942      | Potopen                 | Potopen po ztroskotání u Newfoundlandu |
| DD-230        | Paul Jones          | 19. duben 1921    | 5. listopad 1945   | Sešrotován              | Překlasifikován na AG-120 |
| DD-231        | Hatfield            | 16. duben 1920    | 13. prosinec 1946  | Sešrotován              | Překlasifikován na AG-84 |
| DD-232        | Brooks              | 18. červen 1920   | 2. srpen 1945      | Prodán                  | Překlasifikován na APD-10 |
| DD-233        | Gilmer              | 18. červen 1920   | 5. únor 1946       | Sešrotován              | Překlasifikován na APD-11 |
| DD-234        | Fox                 | 17. květen 1920   | 29. listopad 1945  | Sešrotován              | Překlasifikován na AG-85 |
| DD-235        | Kane                |                   |                    | Sešrotován              | 1946 |
| DD-236        | Humphreys           |                   |                    | Sešrotován              | 1946 |
| DD-237        | McFarland           |                   |                    | Prodán do šrotu         | 1946 |
| DD-238        | James K. Paulding   |                   |                    | Sešrotován              | 1936 |
| DD-239        | Overton             |                   |                    | Prodán do šrotu         | 1945 |
| DD-240        | Sturtevant          |                   |                    | Potopen                 | Potopen v americkém minovém poli 26. dubna 1942 |
| DD-241        | Childs              |                   |                    | Prodán                  | 1946 |
| DD-242        | King                |                   |                    | Prodán do šrotu         | 1946 |
| DD-243        | Sands               |                   |                    | Prodán do šrotu         | 1946 |
| DD-244        | Williamson          |                   |                    | Sešrotován              | 1948 |
| DD-245        | Reuben James        | 24. září 1920     | 31. říjen 1941     | Potopen                 | Potopen německou ponorkou. Druhá ztráta US Navy během II. světové války |
| DD-246        | Bainbridge          |                   |                    | Prodán                  | 1945 |
| DD-247        | Goff                |                   |                    | Sešrotován              | 1947 |
| DD-248        | Barry               |                   |                    | Potopen                 | Potopen japonskými letadly 21. června 1945 |
| DD-249        | Hopkins             |                   |                    | Prodán do šrotu         | 1946 |
| DD-250        | Lawrence            |                   |                    | Prodán                  | 1946 |
| DD-251        | Belknap             |                   |                    | Prodán                  | 1945 |
| DD-252        | McCook              |                   |                    | Potopen                 | Předán kanadskému námořnictvu, kde sloužil jako HMCS St. Croix. Potopen 22. září 1943 |
| DD-253        | McCalla             |                   |                    | Potopen                 | Předán Rozal Navy a jako HMS Stanley potopen 19. prosince 1941 |
| DD-254        | Rodgers             |                   |                    | Sešrotován              | 1945 |
| DD-255        | Osmond Ingram       |                   |                    | Prodán do šrotu         | 1946 |
| DD-256        | Bancroft            |                   |                    | Válečný přebytek        | Předán kanadskému námořnictvu jako HMCS St. Francis. Prohlášen nadbytečným v 1945 |
| DD-257        | Welles              |                   |                    | Sešrotován              | Předán Royal Navy jako HMS Cameron. Sešrotován 1944 |
| DD-258        | Aulick              |                   |                    | Sešrotován              | 1948 |
| DD-259        | Turner              |                   |                    | Prodán do šrotu         | 1947 |
| DD-260        | Gillis              |                   |                    | Prodán do šrotu         | 1946 |
| DD-261        | Delphy              |                   |                    | Ztroskotal              | Ztracen během tragédie u Honda Point 8. září 1923 |
| DD-262        | McDermut            |                   |                    | Prodán                  | 1932 |
| DD-263        | Laub                |                   |                    | Předán                  | Předán Royal Navy v roce 1940 |
| DD-264        | McLanahan           |                   |                    | Sešrotován              | 1946 |
| DD-265        | Edwards             |                   |                    | Sešrotován              | Předán Royal Navy a později kanadskému námořnictvu. Sešrotován 1945 |
| DD-266        | Greene              |                   |                    | Ztroskotal              | Během tajfunu 9. října 1945 u Okinawy byl vržen na mělčinu |
| DD-267        | Ballard             |                   |                    | Prodán                  | 1946 |
| DD-268        | Shubrick            |                   |                    | Sešrotován              | 1945 |
| DD-269        | Bailey              |                   |                    | Sešrotován              | 1945 |
| DD-270        | Thornton            |                   |                    | Opuštěn                 | Po kolizi se dvěma tankery usazen na mělčinu. Věnován souostroví Rjúkjú v roce 1957 |
| DD-271        | Morris              |                   |                    | Prodán                  | 1936 |
| DD-272        | Tingey              |                   |                    | Sešrotován              | 1936 |
| DD-273        | Swasey              |                   |                    | Předán                  | Předán Royal Navy jako HMS Rockingham |
| DD-274        | Meade               |                   |                    | Sešrotován              | 1947 |
| DD-275        | Sinclair            |                   |                    | Sešrotován              | 1935 |
| DD-276        | McCawley            |                   |                    | Sešrotován              | 1931 |
| DD-277        | Moody               |                   |                    | Prodán a potopen        | Prodán MGM v roce 1931 pro natáčení filmu z I. světové války Hell Below. DD-277 byl upraven, aby vypadal jako německý torpédoborec z I. sv. v. a byl potopen v roce 1933 při natáčení.                                                                                                 |
| DD-278        | Henshaw             |                   |                    | Prodán                  | 1930 |
| DD-279        | Meyer               |                   |                    | Prodán                  | 1932 |
| DD-280        | Doyen               |                   |                    | Sešrotován              | 1930 |
| DD-281        | Sharkey             |                   |                    | Prodán do šrotu         | 1931 |
| DD-282        | Toucey              |                   |                    | Prodán                  | 1931 |
| DD-283        | Breck               |                   |                    | Prodán                  | 1931 |
| DD-284        | Isherwood           |                   |                    | Sešrotován              | 1934 |
| DD-285        | Case                |                   |                    | Prodán                  | 1931 |
| DD-286        | Lardner             |                   |                    | Prodán do šrotu         | 1931 |
| DD-287        | Putnam              |                   |                    | Sešrotován              | 1931 |
| DD-288        | Worden              |                   |                    | Prodán do šrotu         | 1931 |
| DD-289        | Flusser             |                   |                    | Sešrotován              | 1930 |
| DD-290        | Dale                |                   |                    | Prodán                  | 1931 |
| DD-291        | Converse            |                   |                    | Prodán                  | 1931 |
| DD-292        | Reid                |                   |                    | Prodán do šrotu         | 1931 |
| DD-293        | Billingsley         |                   |                    | Prodán                  | 1931 |
| DD-294        | Charles Ausburn     |                   |                    | Prodán do šrotu         | 1931 |
| DD-295        | Osborne             |                   |                    | Prodán do šrotu         | 1931 |
| DD-296        | Chauncey            |                   |                    | Ztroskotal              | Ztracen během tragédie u Honda Point 8. září 1923 |
| DD-297        | Fuller              |                   |                    | Ztroskotal              | Ztracen během tragédie u Honda Point 8. září 1923 |
| DD-298        | Percival            |                   |                    | Sešrotován              | 1931 |
| DD-299        | John Francis Burnes |                   |                    | Sešrotován              | 1931 |
| DD-300        | Farragut            |                   |                    | Sešrotován              | 1931 |
| DD-301        | Somers              |                   |                    | Prodán do šrotu         | 1931 |
| DD-302        | Stoddert            |                   |                    | Prodán do šrotu         | 1935 |
| DD-303        | Reno                |                   |                    | Prodán do šrotu         | 1931 |
| DD-304        | Farquhar            |                   |                    | Prodán do šrotu         | 1932 |
| DD-305        | Thompson            |                   | 16. srpna 1920     | Potopen jako cvičný cíl | Po vyřazení sloužil jako plovoucí restaurace v San Franciscu během hospodářské krize. V únoru 1944 odkoupen námořnictvem a potopen jako cvičný cíl na mělčině v jižní části Sanfranciského zálivu. Zbytky vraku jsou dodnes (2019) na místě a v mapách je značen jako South Bay Wreck. |
| DD-306        | Kennedy             |                   |                    | Prodán do šrotu         | 1932 |
| DD-307        | Paul Hamilton       |                   |                    | Sešrotován              | 1931 |
| DD-308        | William Jones       |                   |                    | Prodán do šrotu         | 1932 |
| DD-309        | Woodbury            |                   |                    | Ztroskotal              | Ztracen během tragédie u Honda Point 8. září 1923 |
| DD-310        | S. P. Lee           |                   |                    | Ztroskotal              | Ztracen během tragédie u Honda Point 8. září 1923 |
| DD-311        | Nicholas            |                   |                    | Ztroskotal              | Ztracen během tragédie u Honda Point 8. září 1923 |
| DD-312        | Young               |                   |                    | Ztroskotal              | Ztracen během tragédie u Honda Point 8. září 1923 |
| DD-313        | Zeilin              |                   |                    | Sešrotován              | |
| DD-314        | Yarborough          |                   |                    | Sešrotován              | 1932 |
| DD-315        | La Vallette         |                   |                    | Sešrotován              | 1931 |
| DD-316        | Sloat               |                   |                    | Potopen jako cvičný cíl | 26. červen 1935 |
| DD-317        | Wood                |                   |                    | Prodán do šrotu         | 1930 |
| DD-318        | Shirk               |                   |                    | Sešrotován              | 1931 |
| DD-319        | Kidder              |                   |                    | Sešrotován              | 1930 |
| DD-320        | Selfridge           |                   |                    | Sešrotován              | 1930 |
| DD-321        | Marcus              |                   |                    | Potopen jako cvičný cíl | 25. červen 1935 |
| DD-322        | Mervine             |                   |                    | Sešrotován              | 1930 |
| DD-323        | Chase               |                   |                    | Prodán do šrotu         | 1931 |
| DD-324        | Robert Smith        |                   |                    | Prodán do šrotu         | 10. červen 1931 |
| DD-325        | Mullany             |                   |                    | Prodán do šrotu         | 1931 |
| DD-326        | Coghlan             |                   |                    | Prodán do šrotu         | 19. březen 1931 |
| DD-327        | Preston             |                   |                    | Prodán do šrotu         | 23. srpen 1932 |
| DD-328        | Lamson              |                   |                    | Prodán do šrotu         | 17. leden 1931 |
| DD-329        | Bruce               |                   |                    | Prodán do šrotu         | 1932 |
| DD-330        | Hull                |                   |                    | Prodán do šrotu         | 1931 |
| DD-331        | Macdonough          |                   |                    | Prodán do šrotu         | 1930 |
| DD-332        | Farenholt           |                   |                    | Prodán do šrotu         | 1930 |
| DD-333        | Sumner              |                   |                    | Prodán do šrotu         | 1934 |
| DD-334        | Corry               |                   | 22. července 1930  | Prodán do šrotu         | Při vlečení proti proudu řeky Napa uvázl na mělčině, nedaleko od ústí řeky do Sanfranciského zálivu. Zbytky vraku jsou dodnes (2019) na místě. |
| DD-335        | Melvin              |                   |                    | Prodán do šrotu         | 1930 |
| DD-336        | Litchfield          |                   |                    | Sešrotován              | 29. březen 1946 |
| DD-337        | Zane                |                   |                    | Sešrotován              | 3. březen 1947 |
| DD-338        | Wasmuth             |                   |                    | Potopen za bouře        | Pacifik, 29. prosinec 1942 |
| DD-339        | Trever              |                   |                    | Sešrotován              | 1945 |
| DD-340        | Perry               |                   |                    | Potopen                 | Najel na japonskou minu, 13. září 1944 |
| DD-341        | Decatur             |                   |                    | Sešrotován              | 1945 |
| DD-342        | Hulbert             | 27. říjen 1920    | 2. listopad 1945   | Sešrotován              | Překlasifikován na AVP-6 |
| DD-343        | Noa                 | 15. únor 1921     | 12. září 1944      | Potopen                 | Překlasifikován na APD-24. Potopen při kolizi |
| DD-344        | William B. Preston  | 23. srpen 1920    | 6. prosinec 1945   | Sešrotován              | Překlasifikován na AVP-20, AVD-7 |
| DD-345        | Preble              | 19. březen 1920   | 7. prosinec 1945   | Sešrotován              | Překlasifikován na DM-20, AG-99 |
| DD-346        | Sicard              | 9. červen 1920    | 21. listopad 1945  | Sešrotován              | Překlasifikován na DM-21, AG-100 |
| DD-347        | Pruitt              | 9. červen 1920    | 16. listopad 1945  | Sešrotován              | Překlasifikován na AG-101 |